# Apopka
Apopka é uma cidade localizada no estado americano da Flórida, no condado de Orange. Foi incorporada em 1882.

## Geografia
De acordo com o United States Census Bureau, a cidade tem uma área de 84,4 km², onde 80,9 km² estão cobertos por terra e 3,5 km² por água.

### Localidades na vizinhança
O diagrama seguinte representa as localidades num raio de 16 km ao redor de Apopka. 

## Demografia
Segundo o censo nacional de 2010, a sua população é de 41 542 habitantes e sua densidade populacional é de 513,43 hab/km². Possui 15 707 residências, que resulta em uma densidade de 194,13 residências/km².